# Piranshahr
Piranshahr  (persa: پیرانشهر) es una ciudad de población kurda de la provincia iraní de Azerbaiyán Oriental. 
Piranshahr es una de las ciudades más antiguas de Irán y sus fundaciones se remontan a la era preislámica de Irán y la aparición del reino de Media.
- Datos: Q3015863
- Multimedia: Piranshahr / Q3015863